# 627
627(육백이십칠)은 626보다 크고 628보다 작은 자연수다.

## 수학
- 합성수로, 그 약수는 1, 3, 11, 19, 33, 57, 209, 627이다. 진약수의 합은 333이므로, 627은 부족수다.
- 79번째 쐐기수다. 앞의 쐐기수는 618, 다음 쐐기수는 638이다.
  - 22번째 홀수 쐐기수다. 앞의 홀수 쐐기수는 615, 다음은 645다.
- {\displaystyle 56^{2}-1}은 627로 나누어떨어진다.

## 과학
- 627 케이리스(영어판): 소행성.

## 교통

### 철도
- 서울 지하철 6호선 효창공원앞역의 역번호.

### 도로
- 627번 지방도 (폐지): 대한민국의 과거 지방도.
- 627번 홋카이도도(일본어판)

## 군사
- U-627(영어판, 독일어판): 제2차 세계 대전에 사용된 나치 독일의 군용 잠수함.

## 문화유산
- 대한민국의 보물 제627호: 황남대총 북분 은잔

## 기타
- 날짜: 6월 27일
- 연도: 627년, 기원전 627년